# Takashi Murakami
Takashi Murakami (村上 隆 Murakami Takashi?, n. 1 februarie 1962, Itabashi, Tōkyō, Japonia) este fără îndoială cel mai de succes artist japonez contemporan care lucrează astăzi. Uneori numit „Warholul Japoniei”, Murakami este renumit în toată lumea pentru mișcarea sa Superflat, a cărei înțelepciune comercială și estetică a desenelor animate definește întreaga sa operă de picturi și sculpturi.
Nascut pe 1 februarie 1962 el lucrează în mass-media de artă plastică (cum ar fi pictura și sculptura), precum și în mass-media comerciala (cum ar fi moda, mărfuri și animație) și este cunoscut pentru estomparea liniei dintre artele înalte și joase. El a inventat termenul „superflat”, care descrie atât caracteristicile estetice ale tradiției artistice japoneze, cât și natura culturii și societății japoneze de după război.
Murakami este fondatorul și președintele Kaikai Kiki Co., Ltd., prin care administrează mai mulți artiști mai tineri. A fost fondatorul și organizatorul târgului de artă bianual Geisai.
În 2008, Murakami a fost numit unul dintre „100 de oameni cei mai influenți” al revistei Time, singurul artist vizual inclus.
Arta lui Murakami cuprinde o gamă largă de suporturi și este în general descrisă ca superflat. A fost remarcat pentru utilizarea culorii, încorporarea motivelor din cultura tradițională și populară japoneză, suprafețele plane / lucioase și conținutul care ar putea fi descris simultan ca „drăguț”, „psihedelic” sau „satiric”.
La 11 noiembrie 2003, ArtNews a descris opera lui Murakami ca fiind foarte căutată. Hiropon (1997), o sculptură satirică în mărime naturală a unui personaj anime cu sâni gigantici care alăptează, al cărui flux de lapte formează o coardă de salt din fibră de sticlă, vândută cu 427.500 dolari la casa de licitații Christie's în mai 2002. Miss ko2 (1996), un model de 6 metri înălțime al unei fete blonde inspirate de anime, îmbrăcată într-o ținută roșie și albă de servitoare, a fost vândută cu 567 500 $ în 2003, În mai 2008, My Lonesome Cowboy (1998), o sculptură inspirată de anime a unui băiat care se masturbează al cărui flux de material seminal formează un lazo, s-a vândut cu 15,2 milioane de dolari la Sotheby's. Valoarea netă actuală a lui Murakami este estimată la aproximativ 100 milioane USD, iar valoarea lucrărilor sale continuă să crească pe piața de astăzi.

## Cărți
- Murakami, Takashi "Geijutsu Kigyoron"　ISBN: 978-4-344-01178-6
- Murakami, Takashi "Geijutsu Tosoron" ISBN: 978-4-344-01912-6
- Murakami, Takashi "Să invoci monștrii? Să deschizi ușa? Să te vindeci? Sau să mori?"  ISBN: 978-4-939148-03-3
- Murakami, Takashi "Superflat" ISBN: 978-4-944079-20-9
- Murakami, Takashi "Little Boy: Artele Japoniei explodează subcultura" ISBN: 978-0-300-10285-7
- Cruz, Amanda/Friis-Hansen, Dana/Matsui, Midori "Takashi Murakami: The Meaning of the Nonsense of the Meaning"  ISBN: 978-0-8109-6702-1
- Schimmel, Paul "©Murakami" ISBN: 978-0-8478-3003-9
- Le Bon, Laurent "Murakami Versailles" ISBN: 978-2-915173-72-7

## Legături externe
- Takashi Murakami pe Twitter
- Takashi Murakami pe Instagram
- Gagosian Gallery Arhivat în 26 ianuarie 2021, la Wayback Machine.
- Galerie Perrotin
- "Earth In My Window" (din antologia sa din 2005 Little Boy)